# ダゴール・ブラゴルラハ
ダゴール・ブラゴルラハ (Dagor Bragollach) は、J・R・R・トールキンのファンタジー小説『シルマリルの物語』における宝玉戦争の第四の合戦である。シンダリンで「俄に焔流るる合戦　(Battle of Sudden Flame)」の意。

## 戦闘までの経緯
ノルドールの上級王フィンゴルフィンは民も増え国力も増大し、同盟者の人間も得たことから、アングバンド襲撃を考えるようになった。しかし各王国の現状に満足していた他のノルドール達は、それがそのまま続くことを期待し、重い腰を上げようとはしなかった。中でもフェアノールの息子たちにはその気がなかった。もしアングバンドを攻めるなら、勝つにせよ負けるにせよ、甚大な損害を被ることは必至だからである。ノルドールの公子たちの中で王に同意したのはアングロドとアイグノールだけであったという。この二人の王国ドルソニオンはサンゴロドリムに最も近い地であったため、モルゴスの脅威は常に心を占めていた。しかし結局この計画は実現せず、このまま包囲を続けることとなった。そしてフィンゴルフィンが中つ国に来て455年を経た時、モルゴスがついに動いた。第四の合戦が起きたのである。

## 戦闘
月のない冬の夜、アルド＝ガレンの平原を見張っていたノルドール族は、数が少なく、騎兵たちの中でも眠りの中にいる者たちが殆どであった。その時突然サンゴロドリムから火炎流が流れだし、炎の大河となってバルログよりもずっと早く流れ下って全平原を覆った。鉄山脈も火焔を噴出し、その毒煙は生あるものの命を奪った。こうしてアルド＝ガレンの草原は滅び、火で舐め尽くされた跡には、灰土に覆われる不毛の地しか残らなかった。この後アルド＝ガレンの名は変えられてアンファウグリス（息の根を止める灰土の地）と呼ばれるようになる。そして多くのノルドール族がこの炎で焼け死に、黒焦げとなった骸を晒すこととなった。この火の川はドルソニオンの高地や、エレド・ウェスリンが堰き止めたものの、山腹の森に火がつき山火事となって煙による混乱がもたらされた。こうして戦は始まった。この火の川の跡に今や成竜となった竜祖グラウルングが先頭を切って進んできた。その龍尾に続くのはバルログたちであり、さらにその後ろにはノルドールがかつて目にしたことがないほどの、オークの大軍が押し寄せてきた。襲撃の矛先をまともに受けたアングロドとアイグノールは討ち死に、エダインのベオル家のブレゴラス及びこの一族の戦士の大多数が戦死した。しかしブレゴラスの兄バラヒアは西のシリオンの山道で戦っていた。そこには南方から急遽馳せ参じたフィンロド王が味方の軍勢から切り離されて包囲され、落命するか虜囚の身になるかの瀬戸際であったところを、バラヒアが勇敢な部下とともに駆けつけ血路を開いて救出したのである。こうしてフィンロドは生きてナルゴスロンドに戻ることが出来た。この時彼は謝礼にバラヒアに自分の指輪を与え、バラヒアの一族が困難に落ちいった時は必ずこれを助けるという誓いを立てた。ヒスルムの軍勢は多くの戦死者を出して、エレド・ウェスリンの砦に退却したが、オーク達から何とか砦を守り切った。ハドル家の長金髪のハドルは主君フィンゴルフィンの後衛を守って討ち死にした。彼の次男であるグンドールも同じく死んだ。しかし高く堅固な山脈が火の川を堰き止めたのと、オークもバルログも北方のエルフと人間の剛勇を打ち負かせなかったため、ヒスルムは最後まで攻略されずに残った。しかしフィンゴルフィンは夥しい敵に包囲され、味方の軍勢から切り離されてしまった。フェアノールの息子たちは戦いに利あらず、彼らの王国があった辺境の地は敵の強襲で余すところ無く敵の手に落ちてしまった。アグロンの山道で敵に大きな損失を与えたものの、ケレゴルムとクルフィンは敗北を喫し南西方に遁れ、ナルゴスロンドに辿り着きフィンロド王のもとに避難場所を求めた。しかし彼らは北方の同族の許に留まっていたほうがよかったかもしれない。マグロールの守る山間やカランシアの守るサルゲリオンはグラウルングが来たためこれに抗しきれず、彼らは遁走した。グラウルングはその火と恐怖で、アムロドとアムラスが守っていた東ベレリアンドの奥地まで荒らしまわった。マイズロスのみはこの上ない剛勇を持ってヒムリングの大砦を守りきり、マグロールはそこへ合流した。カランシアはアムロド・アムラスと合流すると南に遁れ、オッシリアンドのエルフの助けを得て抵抗を続けた。この後ベレリアンドでは、第五の合戦まで大きな合戦はないものの、頻繁に戦が起きるようになっていく。この第四の合戦はモルゴスの猛攻撃が下火になった春の訪れと共に終わったと考えられている。

### モルゴスとフィンゴルフィンの一騎討ち
この時ヒスルムに届いた一報はドルソニオンは滅び、フィナルフィンの息子たちは敗北し、フェアノールの息子たちの領土は壊滅したという内容であった。これを聞いたフィンゴルフィンはノルドールは最早滅亡する（少なくとも彼にはそう思われた）という絶望と憤怒に駆られ、彼は愛馬ロハルロールを駆り単身敵陣に突入した。アンファウグリスの灰土の中を疾風の如く駆け抜ける彼を、狩人神オロメその人がやって来たと勘違いし、敵は驚き惑うて逃げまわった。憤怒に燃える彼の目はヴァラールのように輝いていたからである。こうして彼はアングバンドの大門に辿り着くと角笛を吹き鳴らし門扉を強打し、モルゴスに一騎討ちを挑んだ。フィンゴルフィンはモルゴスを名指しして罵倒したために、モルゴスその人は気乗りしなかったが、配下の諸将の手前応じざるを得なかった。彼は黒い鎧を纏い、大鉄槌グロンドと黒い盾を構えて決闘に臨んだ。モルゴスの巨体はエルフ王の上に影を落としたが、フィンゴルフィンは星のように光を放った。彼の鎧には銀が被せてあり、青い盾には水晶が嵌めこまれていたからである。そして彼の愛剣は氷のように煌めくリンギルであった。モルゴスは何度もエルフ王に打ちかかったがその度に素早く躱され、逆に7度斬りつけられ傷を負わされた。その度に苦痛の叫びを上げるモルゴスに、アングバンドの軍勢は狼狽するばかりであった。しかしエルフ王は徐々に疲弊してゆき、モルゴスは盾を構えて迫った。三度王は粉砕されんとして膝を突き、三度立ち上がりボロボロになった盾と兜を上向けて立ち上がった。しかし周囲の大地はグロンドが振り下ろされた際の、地面を劈いた穴や裂け目だらけであったため、彼は躓きモルゴスの足許に仰向けに倒れた。モルゴスは好機とばかりに左足を敵の首にかけへし折った。しかし死の間際、フィンゴルフィンは死力を振り絞り、愛剣リンギルでモルゴスの足を深く突き刺した。そのためモルゴスの足からはドス黒い血が吹き出し、大地の穴を満たした。こうしてノルドールの上級王、武勇に最も優れていたフィンゴルフィンは死んだ。モルゴスはエルフ王の亡骸を折って狼どもに与えようとしたが、鷲の王ソロンドールが飛来して顔を鉤爪で引っかき、フィンゴルフィンの遺体を運び去った。戦争におけるモルゴスの勝利は大きかったが、彼自身が負った傷はこの後も癒えることはなく、モルゴスは以後片足を引き摺るようになり、顔にはソロンドールによって付けられた傷が痕となって残った。

## 戦後
こうしてアングバンドの包囲網は破られた。モルゴスの軍勢は北部を自由に歩き回ることができるようになった。敵は壊滅し、灰色エルフの大半はドリアス、ナルゴスロンド、ファラス、オッシリアンドへと南下した。しかし、モルゴスは敵が散り散りになって秘密の場所に隠れたため、完全に滅ぼすことはできず、彼自身も癒えない傷を負った。